# Melithaea robusta
Melithaea robusta is een zachte koraalsoort uit de familie Melithaeidae. De koraalsoort komt uit het geslacht Melithaea. Melithaea robusta werd in 1912 voor het eerst wetenschappelijk beschreven door Shann. 